# Wally Ris
Wally Ris (n. 4 ianuarie 1924, Chicago, Illinois, SUA – d. 25 decembrie 1989, Mission Viejo, California, SUA) a fost un înotător american, medaliat olimpic. A participat la o ediție a Jocurilor Olimpice (1948) în care a câștigat 3 medalii de aur.